# Ringvej Syd (Skive)
 For alternative betydninger, se Ringvej Syd. (Se også artikler, som begynder med Ringvej Syd)
Ringvej Syd  er en 2 sporet omfartsvej der går syd om Skive. Vejen er en del af Primærrute 26 mellem Aarhus og Hanstholm.

## Historie
Folketinget vedtog i 1990 en projekteringslov for Primærrute 26 mellem Aarhus og Hanstholm. Strategien for udbygning af rute 26 har været først at løse problemerne med gennemfartstrafik i byerne.
Som konsekvens af projekteringsloven blev der i perioden 1993-1996 anlagt en forbindelsesvej syd om Skive, som åbnede i etaper for trafik frem til 30. oktober 1996. Strækningen tager udgangspunkt i den eksisterende Primærrute 26 ved Dommerby øst for Skive og forløber herfra syd om Skive. Syd for Skive er der etableret en dalbro over Skive Ådal. Dalbroen skal med tiden indgå i forlægning af Primærrute 26 mellem Viborg og Skive til den såkaldte Stoholm-linje.